# 다카마쓰번
다카마쓰 번(일본어: 高松藩 타카마츠한[*])은 일본 에도 시대 사누키국에 있던 번으로, 지금의 가가와현 다카마쓰시에 위치했다. 당초에는 사누키 국 전역을 지배했으나, 신판 다이묘인 미토 마쓰다이라가(水戸松平家)의 대에 와서 그 절반 정도에 해당하는 동부 사누키 지방을 지배하였다. 번청은 다카마쓰성이다.

## 역대 번주
이코마 가문
1. 이코마 지카마사(生駒親正) 재위 1587년 ~ 1600년
2. 이코마 가즈마사(生駒一正) 재위 1600년 ~ 1610년
3. 이코마 마사토시(生駒正俊) 재위 1610년 ~ 1621년
4. 이코마 다카토시(生駒高俊) 재위 1621년 ~ 1640년

미토 마쓰다이라 가문
1. 마쓰다이라 요리시게(松平頼重) 재위 1642년 ~ 1673년
2. 마쓰다이라 요리쓰네(松平頼常) 재위 1673년 ~ 1704년
3. 마쓰다이라 요리토요(松平頼豊) 재위 1704년 ~ 1735년
4. 마쓰다이라 요리타케(松平頼桓) 재위 1735년 ~ 1739년
5. 마쓰다이라 요리타카(松平頼恭) 재위 1739년 ~ 1771년
6. 마쓰다이라 요리자네(松平頼真) 재위 1771년 ~ 1780년
7. 마쓰다이라 요리오키(松平頼起) 재위 1780년 ~ 1792년
8. 마쓰다이라 요리노리(松平頼儀) 재위 1792년 ~ 1821년
9. 마쓰다이라 요리히로(松平頼恕) 재위 1821년 ~ 1842년
10. 마쓰다이라 요리타네(松平頼胤) 재위 1842년 ~ 1861년
11. 마쓰다이라 요리토시(松平頼聰) 재위 1861년 ~ 1871년

## 같이 보기
- 마쓰다이라 다이젠가